# Estádio Olímpico de Fisht
O Estádio Olímpico de Fisht ou Olímpico de Sóchi foi construído no complexo que abriga o Circuito de Sochi, próximo da Vila Olímpica. Seu nome em adigue quer dizer "Cabeça Branca" e está relacionado a sua posição no Parque Olímpico que tem uma vista privilegiada das montanhas da Clareira Vermelha. Sua capacidade é de 45 994 pessoas. O Estádio Olímpico, que foi especificamente construído para as cerimônias de abertura e e encerramento dos Jogos Olímpicos de Inverno e dos Jogos Paralímpicos de Inverno de 2014, tem a forma de uma concha, uma alusão aos ovos Fabergé

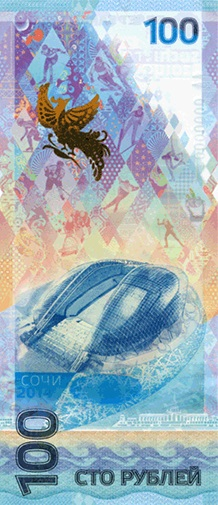
Estádio Olímpico estampado na cédula de 100 Rublos russos.

As paredes e teto do estádio são compostos de uma única camada de vidro própria para refletir a luz do sol durante o dia. A claraboia abre ao norte, permitindo uma vista direta das montanhas da Clareira Vermelha, e a base superior é aberta para o sul, onde localiza-se o Mar Negro. O design final foi apresentado em setembro de 2009.
O Estádio custou US$ 778.7 milhões. Após os jogos, o Estádio servirá como um centro de treinamentos e sediou jogos da Seleção Russa de Futebol, além de jogos da Copa das Confederações de 2017 e da Copa do Mundo FIFA de 2018. Em outubro de 2013, o Banco Central russo emitiu uma cédula comemorativa de cem rublos, cem dias antes do início dos jogos de Sóchi. A nota, em fundo azul, mostra em um dos lados o Estádio Olímpico de Fisht e uma fênix. Recebeu seis partidas da Copa do Mundo FIFA de 2018.

## Copa das Confederações FIFA de 2017
| Data        | Hora  | 1ª equipe | Placar | 2ª equipe     | Fase       | Público |
| ----------- | ----- | --------- | ------ | ------------- | ---------- | ------- |
| 19 de Junho | 18:00 | Austrália | 2 – 3  | Alemanha      | Grupo B    | 28,605  |
| 21 de Junho | 18:00 | México    | 2 – 1  | Nova Zelândia | Grupo A    | 25,133  |
| 25 de Junho | 18:00 | Alemanha  | 3 – 1  | Camarões      | Grupo B    | 30,230  |
| 29 de Junho | 21:00 | Alemanha  | 4 – 1  | México        | Semifinais | 37,293  |

## Copa do Mundo FIFA de 2018
| Data        | Hora  | 1ª equipe | Placar        | 2ª equipe | Fase             | Público |
| ----------- | ----- | --------- | ------------- | --------- | ---------------- | ------- |
| 15 de Junho | 21:00 | Portugal  | 3 – 3         | Espanha   | Grupo B          | 43,866  |
| 18 de Junho | 18:00 | Bélgica   | 3 – 0         | Panamá    | Grupo G          | 43,257  |
| 23 de Junho | 21:00 | Alemanha  | 2 – 1         | Suécia    | Grupo F          | 44,287  |
| 26 de Junho | 17:00 | Austrália | 0 – 2         | Peru      | Grupo C          | 44,073  |
| 30 de Junho | 21:00 | Uruguai   | 2 – 1         | Portugal  | Oitavas-de-final | 44,287  |
| 7 de Julho  | 21:00 | Rússia    | 2 (3) - (4) 2 | Croácia   | Quartas-de-final | 44,287  |